# イナンナの見た夢
「イナンナの見た夢」（イナンナのみたゆめ）は、Zweiの10枚目のシングル。5pb.Recordsから発売された。

## 概要
- 今作の表題曲は、PS3用ゲームソフト、『うみねこのなく頃に散 〜真実と幻想の夜想曲〜』オープニングテーマ。
- 今作がPS3版主題歌に起用される前の2009年8月15日、コミックマーケット76で販売開始されたpcゲーム『うみねこのなく頃に散 episode5 - End of the golden witch』の主題歌『オカルティクスの魔女』にてAyumuがソロとしてボーカルを担当。今作はZweiのボーカルとして原作PCゲームに引き続き主題歌を担当した。
- カップリング曲『GATEWAY LOVE』は、5pb.Records移籍後では初となる作詞に前田たかひろ、作曲・編曲に大島こうすけが担当。カップリングではあるものの、このコンビでの楽曲は6thシングル『1+1=2』以来である。

## 収録曲
1. イナンナの見た夢
作詞・作曲：志倉千代丸/編曲：悠木真一
2. GATEWAY LOVE 
作詞：前田たかひろ/作曲・編曲：大島こうすけ
3. イナンナの見た夢(off vocal)
4. GATEWAY LOVE (off vocal)

## 評価
CDジャーナルでは、表題曲を「ドラマティックなデジタル・サウンドと生身の感触を持った鋭く生命力を感じる歌唱との化学反応は、耳を引き寄せる力のに十分だ。」と評価している。